# حبال وترية قلبية
حبال وترية قلبية (بالإنجليزية:  Chordae tendineae)‏ هي حبال وترية تثبت العضلات الحليمية بالصمامات القلبية: الصمام الثلاثي الشرف و الصمام التاجي. 

الحبال الوترية القلبية مكونة من 80% كولاجين و 20% ايلاستين و خلايا بطانية.